# Encinitas, California
Encinitas là một thành phố biển trong khu vực phía bắc của Quận San Diego, California. Nằm trong miền Nam California, Encinitas nằm cách khoảng 25 dặm (40 km) về phía bắc của San Diego và khoảng 95 dặm (153 km) về phía nam của Los Angeles. Theo điều tra dân số năm 2010, thành phố có dân số 59.518 người, tăng so với 58.014 trong cuộc điều tra dân số năm 2000.

## Dân số

### 2010
Cuộc Điều tra Dân số Hoa Kỳ năm 2010  đã báo cáo rằng Encinitas có dân số là 59.518 người. Mật độ dân số là 2.977,5 người trên một dặm vuông (1.149,6 / km²). Tỷ lệ chủng tộc của Encinitas là 51.067 (85,8%) người da trắng, 361 (0,6%) người Mỹ gốc Phi, 301 (0,5%) người Mỹ bản xứ, 2,323 (3,9%) người châu Á, 91 (0,2%) người dân Thái Bình Dương, 3,339 (5,6%) từ các chủng tộc khác, và 2.036 (3.4%) từ hai hoặc nhiều chủng tộc. Tây Ban Nha hoặc La tinh của bất kỳ chủng tộc nào chiếm 8.138 người (13,7%). Có 24.082 hộ gia đình, trong đó có 6,997 (29,1%) có con dưới 18 tuổi sống với bố mẹ, 12,113 (50,3%) là cặp vợ chồng kết hôn với nhau, 1,950 (8,1%) là phụ nữ độc thân, 981 (4,1%) là đàn ông độc thân. 6.303 hộ gia đình (26,2%) được tạo thành từ các cá nhân và 2,118 (8,8%) có người sống một mình từ 65 tuổi trở lên. Quy mô hộ trung bình là 2,45. Có 15.044 hộ (62,5% tổng số hộ); quy mô gia đình trung bình là 2,98.
Dân số được tăng lên với 12.285 người (20,6%) dưới 18 tuổi, 3.767 người (6,3%) tuổi từ 18 đến 24, 16.584 người (27,9%) tuổi từ 25 đến 44, 19.239 người (32,3%) tuổi từ 45 đến 64 và 7.643 người (12,8%) từ 65 tuổi trở lên. Độ tuổi trung bình là 41,5 tuổi. Cứ 100 nữ giới thì có 97,9 nam giới. Cứ 100 nữ từ 18 tuổi trở lên thì có 95,3 nam giới. Phụ nữ chiếm đa số dân số ở Encinitas với mức 50,5% tính đến tháng 4 năm 2010.

Có 25.740 đơn vị nhà ở với mật độ trung bình 1.287,7 mỗi dặm vuông (497,2 / km²).

### 2000
Theo điều tra dân số năm 2000, Encitas có 58.014 người, 22.830 hộ gia đình và 14.291 gia đình sống trong thành phố. Mật độ dân số là 3.035,6 người trên một dặm vuông (1.172,1 / km²). Có 23.843 đơn vị nhà ở với mật độ trung bình 1.247,6 mỗi dặm vuông (481,7 / km²). Tỷ lệ chủng tộc của thành phố là 86,60% người da trắng, 0,59% người da đen hoặc người Mỹ gốc Phi, 0,46% người Mỹ bản xứ, 3,10% người châu Á, 0,12% người Thái Bình Dương, 6,28% từ các chủng tộc khác và 2,85% từ hai hoặc nhiều chủng tộc. 14,80% dân số là người gốc Tây Ban Nha hoặc La tinh của bất kỳ chủng tộc nào.
Có 22.830 hộ, trong đó 31,0% có trẻ em dưới 18 tuổi sống chung với gia đình, 50,1% là cặp vợ chồng chung sống với nhau, 8,8% là phụ nữ độc thân, và 37,4% không phải là gia đình. 25,7% hộ gia đình được tạo thành từ các cá nhân và 6,9% có người sống một mình từ 65 tuổi trở lên. Quy mô hộ trung bình là 2,52 và quy mô gia đình trung bình là 3,06.
Trong thành phố, dân số được trải rộng với 23,1% dưới 18 tuổi, 7,2% từ 18 đến 24, 33,4% từ 25 đến 44, 25,9% từ 45 đến 64, và 10,4% người từ 65 tuổi trở lên. Độ tuổi trung bình là 38 tuổi. Cứ 100 nữ giới thì có 99,2 nam giới. Cứ 100 nữ từ 18 tuổi trở lên thì có 96,3 nam giới.
Thu nhập trung bình cho một hộ gia đình trong thành phố là $ 63,954, và thu nhập trung bình cho một gia đình là $ 78,104. Nam giới có thu nhập trung bình là $ 51,132 so với $ 38,606 cho nữ giới. Thu nhập bình quân đầu người của thành phố là 34.336 đô la. Khoảng 3,8% gia đình và 7,3% dân số sống dưới mức nghèo khổ, bao gồm 6,9% những người dưới 18 tuổi và 5,7% những người từ 65 tuổi trở lên.